# Dais (Antarktika)
Der Dais (französisch für Baldachin, Thronhimmel) ist ein 935 m hoher Tafelberg im ostantarktischen Viktorialand. Er ragt 4 km westlich des Vandasees im Wright Valley auf. Um ihn herum gabelt sich das Tal in North Fork und South Fork. In letzterem liegt der kleine Don-Juan-See. Das Gipfelplateau ist 5 km lang und 1 km breit.
Wissenschaftler einer von 1958 bis 1959 durchgeführten Kampagne der neuseeländischen Victoria University’s Antarctic Expeditions benannten ihn.